# Cactaceae. Jahrbücher der Deutschen Kakteen-Gesellschaft
Cactaceae. Jahrbücher der Deutschen Kakteen-Gesellschaft (abreviado Cactaceae (Berlin)	 o Cactaceae (Britton & Rose)) fue una revista ilustrada con descripciones botánicas que fue escrita conjuntamente por Nathaniel Lord Britton & Joseph Nelson Rose. Se publicaron 4 volúmenes en los años 1919 a 1923, con el nombre de Cactaceae, The (Britton & Rose). Descriptions and illustrations of plants of the cactus family.